# یواس‌اس بانچ (دی‌ئی-۶۹۴)
یواس‌اس بانچ (دی‌ئی-۶۹۴) (به انگلیسی: USS Bunch (DE-694)) یک کشتی بود که طول آن ۳۰۶ فوت (۹۳ متر) بود. این کشتی در سال ۱۹۴۳ ساخته شد.